# Cuenca del río Serrano
La cuenca del río Serrano es el espacio natural binacional comprendido por la cuenca hidrográfica del río Serrano y se extiende desde la parte argentina de la zona de drenaje hasta la desembocadura en el chileno seno Última Esperanza en el océano Pacífico. 
La parte chilena de la cuenca natural está incluida en el espacio administrativo definido en el inventario de cuencas de Chile con el número 122 bajo el nombre cuencas costeras entre seno Andrew, río Hollemberg e islas al oriente. El espacio administrativo se divide en 10 subcuencas y 32 subsubcuencas con un total de 17.831 km². La cuenca del Serrano es la subcuenca 1228 que se divide en 10 subsubcuencas con un área de 6673 km²: 1 
A partir de los años 70 se ha ampliado el concepto de cuenca hasta entender, ya en los primeros años del siglo XXI, una cuenca hidrográfica en lo que respecta a su definición espacial y funcional, como la unidad geopolítica y socioeconómica más apropiada y racional para el desarrollo integrado de los recursos de tierras y aguas asociados a la vegetación y en conjunto con los usuarios de nivel local y regional.: 17 

Cuenca del río Serrano. En la parte argentina está representada esquemáticamente. Véase también el mapa de la zona publicado en 1953 por el Instituto Geográfico Militar (Chile) en escala 1:250000.

## Límites
El cauce principal desemboca en el extremo norte del seno Última Esperanza, a unos 60 kilómetros al noreste de Puerto Natales y siguiendo el sentido de los punteros del reloj, la cuenca limita al noreste y al norte con el campo de hielo patagónico sur. Hacia el norte y el noreste limita con la cuenca del río Santa Cruz que es el emisario del lago Argentino. Derechamente al este limita con la cuenca del río Coyle. Más al sur limita con los formativos del río Turbio de la cuenca del río Gallegos. Volviendo por el sur a territorio chileno limita con la cuenca del río Hollemberg, más precisamente con el río Casas Viejas y otras cuencas que desaguan en el mismo seno que el río Serrano, entre ellos el río Arturo Prat.
Sus extremos alcanzan las coordenadas 50°36'S, 51°33′S, 72°02′W y 73°31'W.: 594 

## Población y Regiones
La cuenca forma parte de la Región de Magallanes y de la Antártica Chilena, más precisamente la provincia de Última Esperanza y las comunas de Natales y Torres del Paine, en total una superficie de 667.300 Ha, equivalentes al 0,5% de la Región. La única ciudad de importancia, emplazada en el sector sureste de la hoya, corresponde al poblado de Villa Cerro Castillo. No se dispone de información censal (años 1992 y 2002).: 10 

## Subdivisiones
La Dirección General de Aguas ha dividido el ítem 128 de las cuencas costeras entre Seno Andrew, Río Hollemberg e islas al oriente para mejor estudio y administración en las siguientes subcuencas y subsubcuencas:
| Sub- cuenca                                                                               | Subsub- cuenca | Aguas                                                                | Área drenaje km² |
| ----------------------------------------------------------------------------------------- | -------------- | -------------------------------------------------------------------- | ---------------- |
| 122 Categoría:Cuencas costeras entre Seno Andrew, Río Hollemberg e islas al oriente (122) |                |                                                                      |                  |
| 1220                                                                                      | 12200          | Costeras entre Seno Andrew y Fiordo Calvo                            | 736              |
| 1221                                                                                      | 12210          | Costeras entre Fiordo Calvo y Fiordo Peel                            | 1121             |
| 1222                                                                                      | 12220          | Península entre Fiordo Peel y Paso Stewart                           | 1148             |
| 1223                                                                                      | 12230          | Isla Evans                                                           | 260              |
| 1223                                                                                      | 12231          | Islas Owen                                                           | 200              |
| 1223                                                                                      | 12232          | Costeras entre Fiordo Peel y península Santa Inés                    | 1469             |
| 1224                                                                                      | 12240          | Península Santa Inés e Isla Young                                    | 898              |
| 1224                                                                                      | 12241          | Grupo Dacres                                                         | 40               |
| 1224                                                                                      | 12242          | Isla Carrington                                                      | 174              |
| 1224                                                                                      | 12243          | Isla Newton                                                          | 133              |
| 1225                                                                                      | 12250          | Cordillera Sarmiento                                                 | 1372             |
| 1226                                                                                      | 12260          | Península Cordillera Riesco                                          | 258              |
| 1226                                                                                      | 12261          | Península Cerros Concha Subercaseaux                                 | 161              |
| 1226                                                                                      | 12262          | Península Roca al norte del Fiordo Resi                              | 537              |
| 1227                                                                                      | 12270          | Costeras del Fiordo Worseley de la Península Antonio Varas           | 279              |
| 1227                                                                                      | 12271          | Costeras del Seno Última Esperanza de la Península Antonio Varas     | 836              |
| 1227                                                                                      | 12272          | Costeras del seno Última Esperanza Entre Fiordo Eregcano y L. Azul   | 274              |
| 1227                                                                                      | 12273          | Costeras entre Laguna azul y rio serrano                             | 227              |
| 1228                                                                                      | 12280          | Río Paine en desembocadura Lago Nordenskjold                         | 636              |
| 1228                                                                                      | 12281          | Lago Sarmiento                                                       | 407              |
| 1228                                                                                      | 12282          | Lagos Nordenkjold y Pehoe y Río Paine en Desembocadura               | 352              |
| 1228                                                                                      | 12283          | Río de las Chinas en junta Río Baguales                              | 1784             |
| 1228                                                                                      | 12284          | Río de las Chinas Entre Antes Junta con Río Baguales y Lago del Toro | 386              |
| 1228                                                                                      | 12285          | Río Tres Pasos                                                       | 658              |
| 1228                                                                                      | 12286          | Lago del Toro                                                        | 711              |
| 1228                                                                                      | 12287          | Río de Grey                                                          | 700              |
| 1228                                                                                      | 12288          | Lago y Río Tindalt                                                   | 661              |
| 1228                                                                                      | 12289          | Río Serrano entre Lago del Toro y desembocadura                      | 378              |
| 1229                                                                                      | 12290          | Costeras Entre Río Serrano y Río Prat Chico (Excluido)               | 291              |
| 1229                                                                                      | 12291          | Costeras entre Río Prat Chico y Puerto Condor                        | 413              |
| 1229                                                                                      | 12292          | Costeras Entre Puerto Condor y Río Natales (Incluido)                | 191              |
| 1229                                                                                      | 12293          | Costeras entre Río Natales y límite Cuenca                           | 140              |
| Totales:                                                                                  |                |                                                                      |                  |
| 10                                                                                        | 32             | Región: XII (100%) / Tipo: Exorreica / Desemb.: O. Pacífico          | 17.831           |

## Hidrología

### Red hidrográfica

Balance hídrico de la cuenca del río Serrano. La cuenca del lago Sarmiento es endorreica, pero es posible que este comunicada con el lago del Toro subterráneamente.

Los cuerpos de agua considerados en esta categoría son:

### Caudales y régimen
El informe de la Dirección General de Aguas divide la cuenca en tres partes para definir el régimen de caudales.: 34 
Subsubcuenca del río de Las Chinas (12283 y 12284)
Área de drenaje del río de Las Chinas, desde su nacimiento hasta su desembocadura en el lago Del Toro, que incluye a sus principales afluentes: río Baguales y Vizcachas. En esta subsubcuenca tiene un notorio régimen nival, con sus mayores caudales en primavera.
En años húmedos y secos los mayores caudales ocurren entre octubre y diciembre, mientras que el resto del año muestra escurrimientos bastante uniformes, sin variaciones de consideración. El período de menores caudales se extiende desde enero a septiembre.
Subsubcuenca del río Don Guillermo y del río Chorrillos Tres Pasos (12285)
Área de drenaje de los ríos Don Guillermo y Chorrillos Tres Pasos, afluentes del río de Las Chinas y del lago Del Toro, respectivamente.
Ambos ríos muestran marcados regímenes pluvionivales, con sus mayores caudales en los meses de invierno y primavera, producto de las lluvias y deshielos, y escurrimientos muy bajos durante el resto del año.
En años húmedos y secos los mayores caudales ocurren entre junio y octubre, mientras que en el resto del año se observan severos estiajes. El período de menores caudales se presenta entre noviembre y mayo.
Subsubcuenca del Serrano y del Paine (12289)
Área (directa) de drenaje del río Serrano, incluyendo a su principal afluente, el río Grey, y a la hoya del río Paine, afluente del lago Del Toro. 
Ambas subcuencas muestran marcados regímenes glaciales, con los mayores caudales en verano, producto de los deshielos de los ventisqueros ubicados en la parte alta de ambas subcuencas. Los menores
caudales se presentan en invierno.
En años húmedos y secos los mayores caudales se observan entre noviembre y abril, mientras que los menores lo hacen entre junio y septiembre.

### Glaciares
Como se ha dicho, la cuenca recibe buena parte de sus aguas de los deshielos del campo de hielo patagónico sur.

## Clima
De acuerdo con los datos recopilados por la Universidad Técnica de Dresde y según la a clasificación climática de Köppen, la localidad de Villa Cerro Castillo tiene un clima oceánico subpolar, con una temperatura promedio anual de 6,2 °C y sus precipitaciones anuales suman de 323 mm en promedio. 
Los diagramas Walter Lieth muestran con un área azul los periodos en que las precipitaciones sobrepasan la cantidad de agua que el calor del sol evapora en el mismo lapso de tiempo, (un promedio de 10 °C mensuales evaporan 20 mm de agua caída) dejando un clima húmedo. Por el contrario, las zonas amarillas indican que durante ese tiempo el agua caída puede ser evaporada por el calor del sol. El área gris señala meses muy húmedos.

## Actividades económicas
La actividad económica preponderante en la cuenca es el turismo ya que posee paisajes naturales de gran belleza como el Parque nacional Torres del Paine y el Parque nacional Bernardo O'Higgins.
En Cerro Castillo se cría ganado ovino y bobino y se da servicios de aprovisionamiento de abarrotes a las estancias vecinas y al turismo más información turística a los visitantes que acceden por el Paso Río Don Guillermo, provenientes de Calafate, República Argentina.
No existían derechos de agua otorgados para la generación de energía eléctrica hasta 1996 en la cuenca del río Serrano.: 17 

## Descargas de aguas
Un informe del Centro Nacional del Medio Ambiente indica que "de manera general se puede señalar que la Cuenca del Río Serrano, presenta un bajo impacto antrópico, en el cual destacan las actividades enmarcadas en el clúster económico de la región, destacando el turismo y la Hotelería, las cuales cuentan con sistemas para captar y potabilizar el agua, además de realizar tratamiento de sus aguas servidas, cumpliendo con las normativa actual vigente para infiltrar y disponer efluentes a los cursos de agua superficiales."

## Áreas bajo protección oficial y conservación de la biodiversidad
- Parque nacional Torres del Paine
- Parque nacional Bernardo O'Higgins.

## Historia
El baqueano Santiago Zamora (1870 – 90). Fue el primer hombre blanco que llegó a la zona hoy conocida como Torres del Paine. Llegó en busca de guanacos, ñandúes y otros animales y fue un buen conocedor de la región. También el año 1879 se registra a Lady Florence Dixie, quien publicó sus memorias en Across Patagonia.
Por encargo del gobierno chileno, el explorador Tomas Rogers (1879) descubrió los hitos naturales que más tarde se llamarían río Paine, lago Sarmiento de Gamboa y lago Nordenskjöld. Su expedición llegó hasta cerca del lago Pehoé y a su regreso descubrió el lago Toro.: 67 
A partir de 1890 comenzaron las tierras a ser utilizadas para el pastoreo por colonos que salían desde Punta Arenas. Unos años más tarde, 1895–1908, Otto Nordenskjöld (1905) y Carl Skottsberg (1908) exploraron la región.
El año 1910, se comenzaron a formar estancias que gestionaban grandes manadas de ganado. El sacerdote italiano Alberto María de Agostini llegó en 1920 a la zona.
En 2023, la Cancillería chilena envió una nota diplomática a su par de Argentina para pedir antecedentes de la afectación del caudal binacional del río Vizcachas, situación alertada por estancieros de la zona que vieron como el Vizcachas se secaba, presumiblemente por la intervención del río en territorio argentino. Se trata de obras que infringen acuerdos binacionales sobre medio ambiente y recursos hídricos compartidos firmados en 1991.

## Normas secundarias de calidad ambiental para la protección de las aguas continentales superficiales de la cuenca
El Ministerio del Medio Ambiente de Chile, en cumplimiento de las obligaciones que le impone la Ley Sobre Bases Generales del Medio Ambiente, estableció las normas secundarias de calidad ambiental (en adelante NSCA) para la cuenca del río Serrano.
El texto de la ley promulgada el 22 de junio de 2009, con los límites exigidos, lugares y frecuencias de medición, etc, puede ser vista en línea desde NSCA para la cuenca del río Serrano.
La promulgación de estas normas para la cuenca constituye la culminación de un largo proceso en que inciden aspectos legales, comunitarios, económicos, ecológicos, de infraestructura y científicos. La metodología usada, para el caso de la cuenca del río Huasco, puede ser vista en Norma Secundaria de Calidad Ambiental para las aguas superficiales de la cuenca del río Huasco.
La cuenca del río Serrano fue la primera en Chile en quedar bajo la protección de una NSCA.